# Rudolf Joss
Rudolf Joss (* 11. November 1906 in Bern; † 14. Februar 1966 in Locarno) war ein Schweizer Architekt, der in Küsnacht und in weiteren Gemeinden am Zürichsee sowie in Knonau zahlreiche private Wohnhäuser und kommunale Bauten, in der Zentral- und Ostschweiz einige Industriegebäude geplant und erstellt hat.

## Leben
Rudolf Joss wuchs in Bern auf, wo sein Vater als Sekundarlehrer wirkte. Er besuchte das städtische Gymnasium in Bern und studierte Architektur an der ETH Zürich. An ein erstes Projekt, den Bau eines Chalets für seinen Onkel, Sanatoriumsdirektor Joss in Braunwald, schloss sich ein Stage im Büro von Le Corbusier in Paris an. Als Mitarbeiter des Küsnachter Architekten Karl Knell war Joss unter anderem am Landgasthof der Landi 1939 im Zürichhorn beteiligt. Ab 1946 erbaute er als ersten grösseren Auftrag das heute denkmalgeschützte Schulhaus Heslibach. 1947 entstand sein Wohnhaus an der Wangensbachstrasse 11, das von einem grossen Garten mit Blumenwiese, Rosen, Obstbäumen und Koniferen umgeben war. Im Wohnhaus integriert waren das eigene Architekturbüro sowie eine Arztpraxis, in der seine Ehefrau, Alice Joss-Huber (1904–1996), bis ins hohe Alter als Kinderärztin wirkte.
1952 erhielt Rudolf Joss den Zuschlag für das seither unter Schutz gestellte Schulhaus Feld in Thalwil. 1955 konnte er die Grundsteinlegung des von ihm entworfenen reformierten Kirchgemeindehauses in Küsnacht feiern. 1957 erstellte er den Neubautrakt des Altersheims Wangensbach in Küsnacht auf dem Grundriss des abgerissenen Lehenhauses (saniert und erweitert 1991–1993).
Als repräsentatives Beispiel seiner Industriebauten gilt die Tüllindustrie von Münchwilen. Zusammen mit seinem Vetter, dem Architekten Walter Joss, verantwortete er den Neubau des Zunfthauses der Gesellschaft zur Schmieden, aber auch Sanierung und Renovation des aus dem 18. Jahrhundert stammenden Hauses an der Marktgasse 52 in Bern. Ab 1963 war Joss zusammen mit seinem Mitarbeiter Helmut A. Rauber mit der Ausführung seiner Pläne für das Stadtzürcher Triemli-Spital beschäftigt. Er verstarb während eines Aufenthalts im Tessin, wo er sich von den Folgen eines Herzinfarkts erholte.

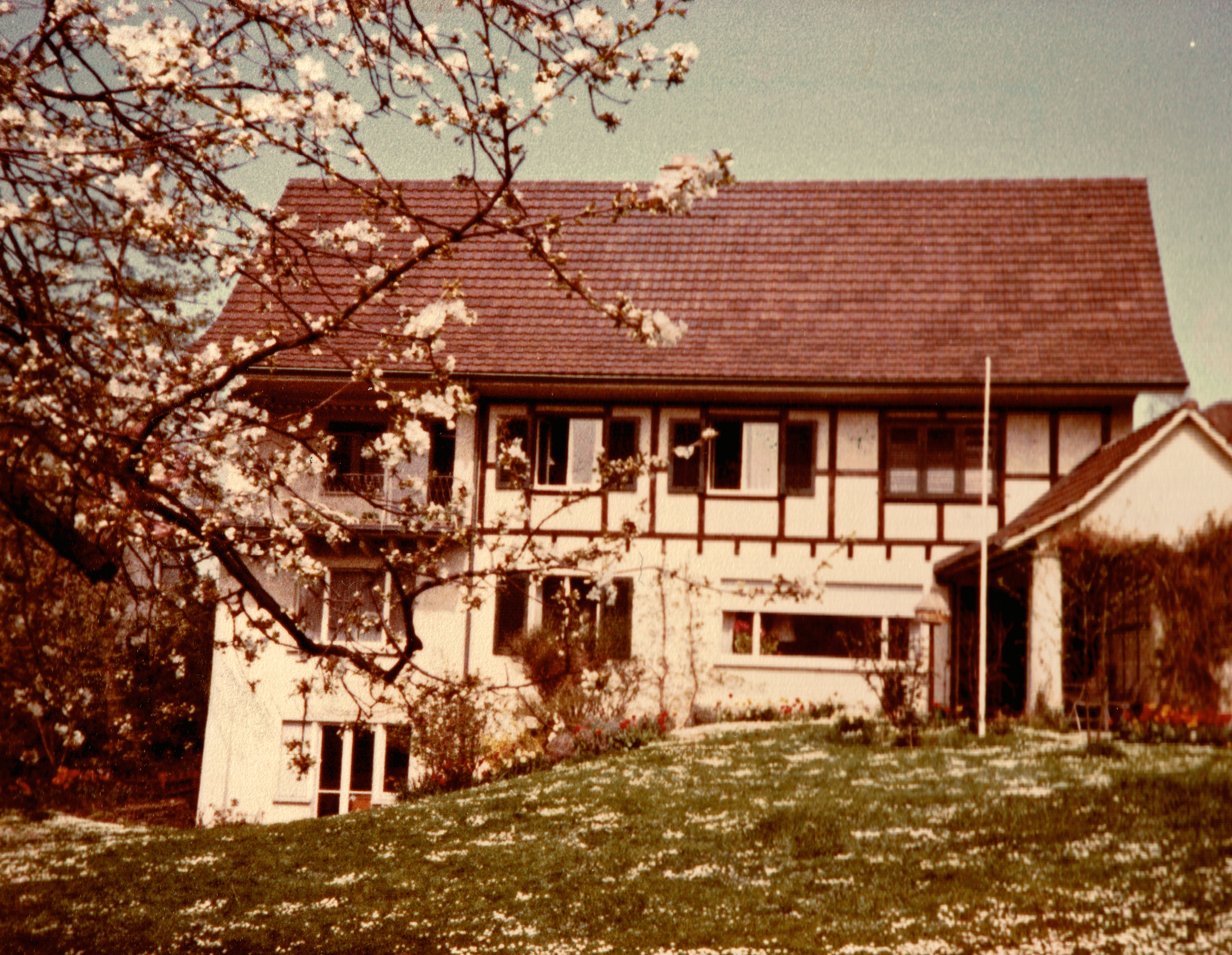
Rudolf Joss: Wohnhaus, Wangensbachstr. 11, Küsnacht ZH: von Süden
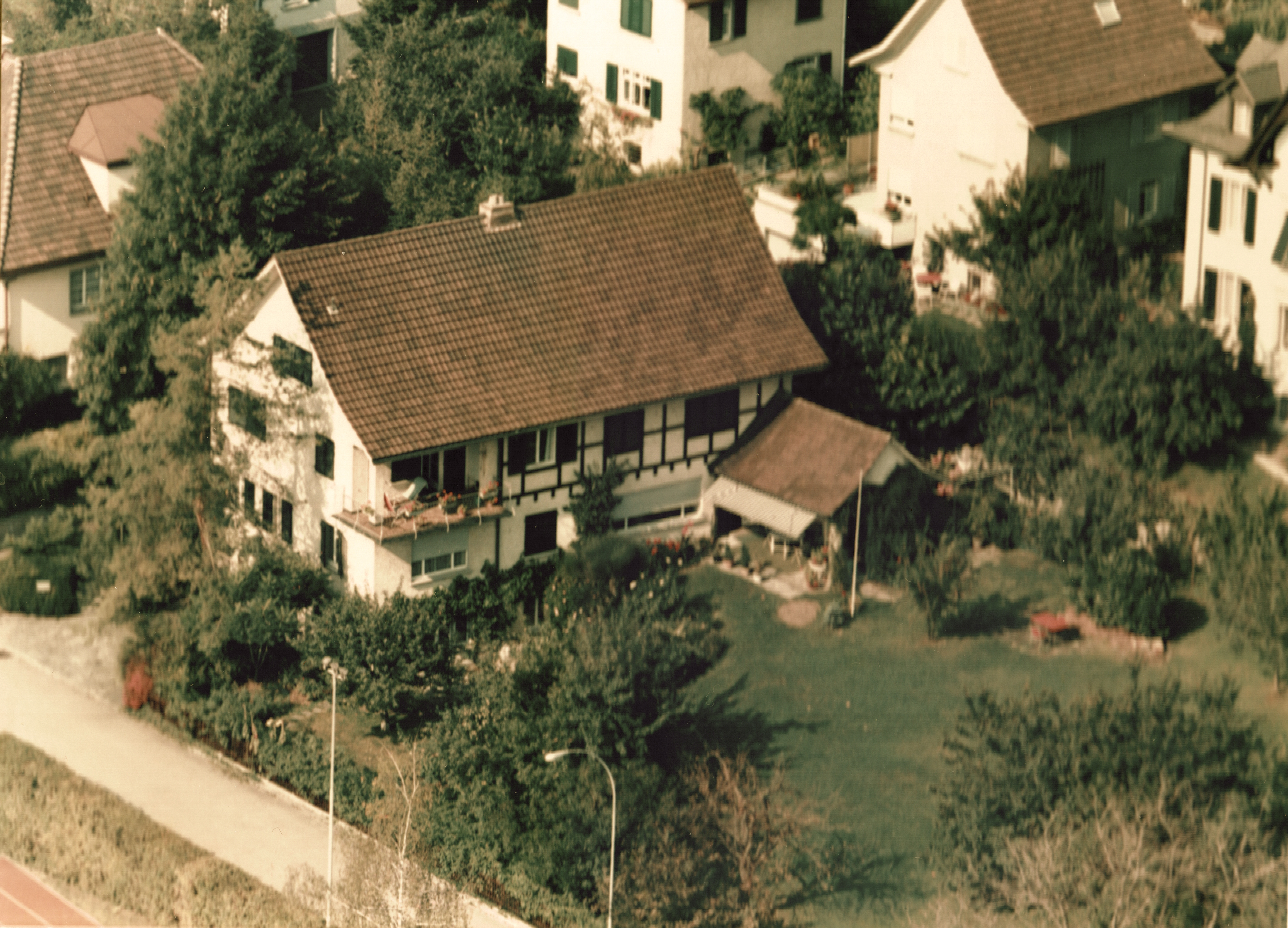
Rudolf Joss: Wohnhaus, Wangensbachstr. 11, Küsnacht ZH: von Südwesten
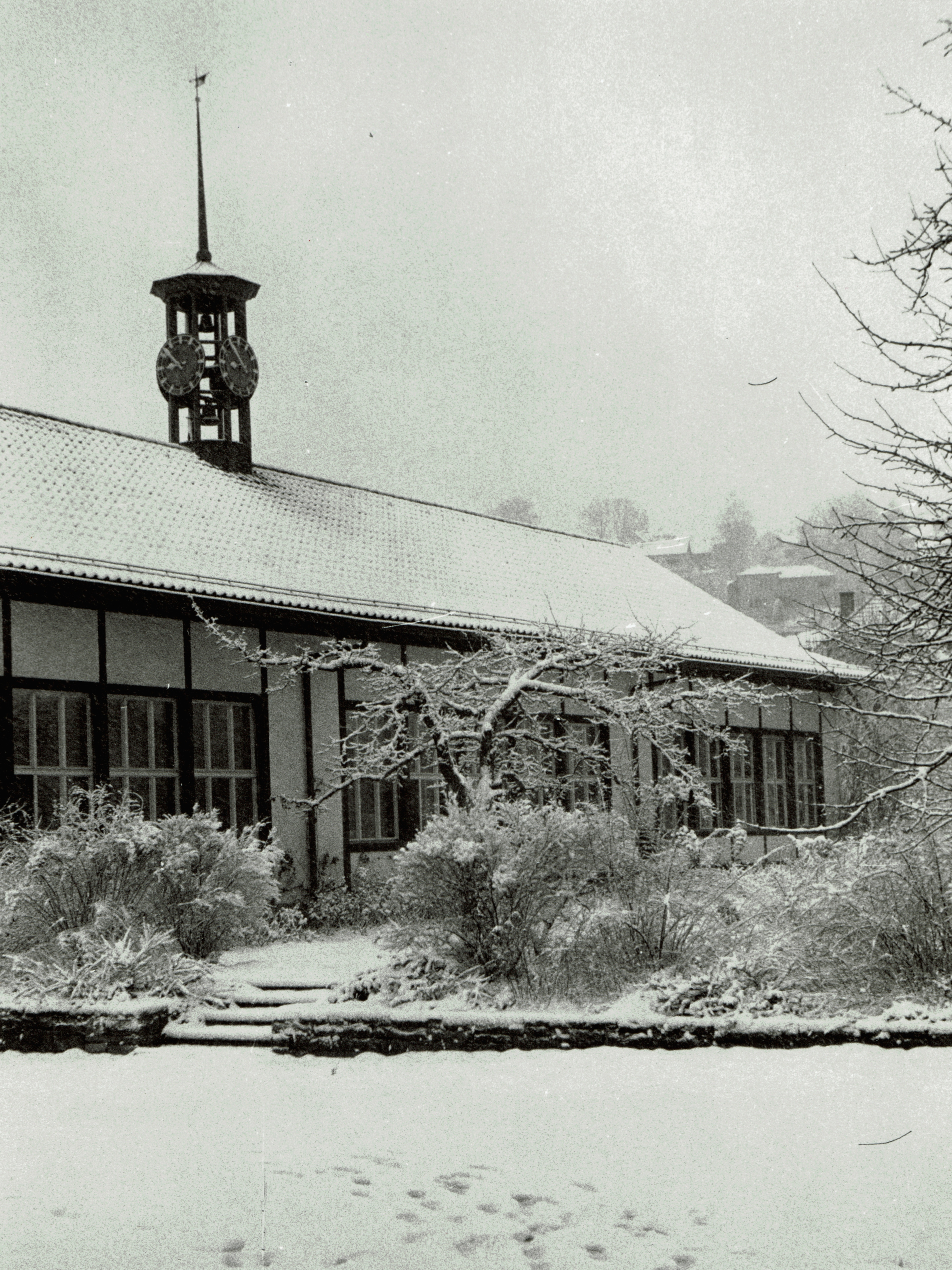
Rudolf Joss: Schulhaus Heslibach, Küsnacht ZH
Architektengemeinschaft E. Schindler, Rudolf Joss, H. Rauber, R. Rohn, R. Hässig, E. Müller: Stadtspital Triemli Zürich